# Toräst
Toräst bzw. Toraest ist ein männlicher Vorname.

## Herkunft
Dieser Name ist eine moderne Variation des Namens Tore (Thore), der seinen Ursprung beim Namen der germanischen Gottheit Thor hat.